# 石橋エータロー
石橋 エータロー（いしばし エータロー、1927年〈昭和2年〉9月30日 - 1994年〈平成6年〉6月22日）は、元ハナ肇とクレージーキャッツメンバー（ピアニスト）で料理研究家。
本名は石橋 英市（通称・瑛市）。石橋 暎太郎と表記していた時期もある。愛称はエーちゃん。

## 来歴
画家青木繁の息子で音楽家の福田蘭童の息子として、東京新橋に生まれ、3歳まで大井町に育つ。母千代は日陰町（現・港区新橋二丁目）で土木建築・人夫請負業を営む資産家石橋伊勢松家の8人兄弟の5番目として生まれた。
エータローが3歳のときに、父の蘭童が映画撮影のために出かけたロケーション先で女優川崎弘子を強姦するという事件を起こした。蘭童は責任を取って、エータローの母と別れて川崎と再婚。このためエータローは母と共に母の実家へ戻り、石橋姓となった。母が子連れの出戻りとして実家から差別を受けたため、英市も事あるごとに「居候ガキ」と呼ばれていじめを受けたが、その反面、金に糸目をつけぬ猫可愛がりを受けるといった複雑な環境に育った。当時の石橋家は汐留駅（当時国鉄）の労務者400–500人をたばねて運輸業を営む仁藤組（汐留合同運送株式会社の下請で、日本通運の前身）の看板を掲げており、「景気がよかったんでしょうね。ドイツ製のバーンシュタインのスペシャルなんて、日本に何台もないようなピアノがありましたし、飛行機まであったんですから」とエータローは語っている（ただしBernsteinは実際にはドイツ製ではなく日本の天竜楽器製造のブランド名）。母方の長兄の石橋勝浪はフランス空軍のパイロットで、第一次大戦の戦勝パレードでパリの凱旋門の下を飛行機でくぐり抜けた飛行家である。
5歳からピアノを習うと共に、長唄や三味線を母から教わり、日本舞踊も習う。京橋の文海尋常小学校を経て、1939年、暁星小学校に転校。暁星中学校には先輩に桜井センリ、後輩に犬塚弘がいた。1944年、空襲の激化に伴い、母や母方の祖父と共に世田谷の九品仏へ転居し、同年、それまで死んだと聞かされていた父蘭童の存命なることを初めて知る。
1945年、東洋音楽学校（現在の東京音楽大学）入学。ピアノ科でクラシックピアノを学んだ後、声楽科に転じる（このとき3期下に黒柳徹子がいた）。このころ、母に隠れて湯河原に父を訪問。この時は父から厚いもてなしを受けたが、その後まもなく母が英市の名義で父を相手取って小田原の裁判所に慰謝料請求訴訟を起こしたため、英市は父から憎しみを受けるようになる。
1949年、東洋音楽学校卒業。当時クラシック界で生計を立てることが難しかったため、新橋のクラブで演奏したり、近所の子供にピアノを教えたりして生活。1947年には長門美保歌劇団の第1回公演『蝶々夫人』にコーラスの一員として出演。やがて進駐軍クラブ専用バンド「ハニー・ジョーカーズ」のピアニストが急性肺炎で倒れたことから、マネージャーに拝み倒されて欠員の穴埋めとしてオーディションに参加し、ジャズマンとしてデビュー。それまでクラシック一辺倒でジャズは嫌いだったが、進駐軍クラブの豪勢な食事に釣られてジャズ好きに転じる。ジョージ石橋と名乗り、朝鮮戦争時代に駐留軍慰問バンドの一員として活動した。ジャズ修行のため渡米を周囲に勧められて募金が行われたこともあるが、当時日本人はドルが持てなかったため、米軍下士官の銀行口座を募金のプール先にしておいたところ、この下士官が墜落死したため遺族に口座を押さえられてしまい、渡米計画が頓挫したこともある。このころ胸を患い、闘病のかたわら演奏活動をおこなう。
やがて自らのバンド「ザ・ファイブ」を結成。「植木等とニュー・サウンズ・トリオ」での活動を経て、1956年3月、ピアニストとして「ハナ肇とクレージーキャッツ」に参加する。当初は演奏だけしていればいいと思っていたが、初日から洗面器を投げつけられたり女形をやらされたりしたため、たびたび自殺を考えた時期もある。
1960年6月、結核で肋骨を6本整形する手術を受けたために一度芸能活動を中断するも1961年8月には復帰、以降は彼の代役としてメンバーに加わっていた桜井センリと共にピアノを演奏することとなる。この結核の手術を機に父・蘭童と和解する。
1970年12月31日、心臓病が原因でクレージーキャッツを脱退。「クレージーをやめて、また芸能界の仕事をすれば、なにか不満があったのだろうと言われますから。それだけはいやだった」と理由で芸能界を引退した。
同年から料理研究家として活動するとともに、1967年より東京都渋谷区桜丘町で酒と肴の店「三漁洞」を経営（元々は父・蘭童が経営していた店を引き継いだ）。
1988年、クレージーキャッツ全員が久々に勢ぞろいした映画『会社物語』に出演。他の6人がふんだんに共演場面が盛り込まれる中、すでに亡くなった同僚としての回想場面、2カットのみの出番だった。バンクフィルム出演と誤記されることもあるが、初老に近い姿で、主人公たちと同じ社章を襟につけている。
1994年、胃癌が原因の心不全のため昭和大学病院で死去、66歳没。墓所は世田谷区九品仏浄真寺。
酒豪で知られ、賭けに乗って一升瓶を飲み干したこともあるという。
なお、「三漁洞」は未亡人が経営していたが、周辺の再開発のため2018年10月末をもっていったん閉店。2019年5月に旧店舗のそばに再オープンした。

## 家族
- 父・福田蘭堂 ‐ 青木繁、福田たねの長男。
- 母方祖父・石橋伊勢松（1863-） ‐ 人夫請負業。三川村 (千葉県)出身。上京後、土建業の仁藤組で長年働いたのち先代・仁藤巳之助の跡を継ぎ、新橋駅の積卸で隆盛した[23]。
- 母・千代（1905-） ‐ 伊勢松の二女。
- 伯父・石橋勝浪（1893-） ‐ 民間飛行士。伊勢松の長男。攻玉社中学校ののち仏米の飛行機学校で学び、第一次世界大戦において、滋野清武男爵や小林祝之助らとともにフランス陸軍航空隊にパイロットとして従軍、その功績により、勝浪は滋野とともにフランス政府からレジオン・ド・ヌール勲章などを授与された。[24]

## 主な出演
※ 太字は役名

### 映画
- スーダラ節 わかっちゃいるけどやめられねぇ（1962年／弓削太郎監督）
- サラリーマンどんと節 気楽な稼業ときたもんだ（1962年／枝川弘監督）
- ニッポン無責任時代（1962年／古澤憲吾監督） - 佐倉
- 私と私（1962年／杉江敏男監督）
- 夢で逢いましょ（1962年／佐伯幸三監督）
- 若い季節（1962年／古澤憲吾監督） - 石橋
- ニッポン無責任野郎（1962年／古澤憲吾監督） - 新郎
- ハイハイ3人娘（1963年／佐伯幸三監督）
- クレージー作戦 先手必勝（1963年／久松静児監督） - 石山英太郎
- 日本一の色男（1963年／古澤憲吾監督） - ボーイ
- クレージー作戦 くたばれ!無責任（1963年／坪島孝監督） - 石井
- 香港クレージー作戦（1963年／杉江敏男監督） - 石井
- 無責任遊侠伝（1964年／杉江敏男監督） - 安東
- 馬鹿まるだし（1964年／山田洋次監督） - 医者
- ひばり・チエミ・いづみ 三人よれば（1964年／杉江敏男監督）
- 花のお江戸の無責任（1964年／山本嘉次郎監督） - 通人池野かえる
- 日本一のゴマすり男（1965年／古澤憲吾監督） - バーのボーイ
- 素敵な今晩わ（1965年／野村芳太郎監督） - 牧師
- 大冒険（1965年／古澤憲吾監督） - 市橋刑事
- 無責任清水港（1966年／坪島孝監督） - 清次
- クレージーだよ奇想天外（1966年／坪島孝監督） - ゆかりの婚約者
- さそり (1967年、松竹)
- 九ちゃんのでっかい夢（1967年／山田洋次監督） - 神父
- クレージーだよ天下無敵（1967年／坪島孝監督） - 美容院の客
- クレージー黄金作戦（1967年／坪島孝監督） - 怪しい男A
- クレージーの怪盗ジバコ（1967年／坪島孝監督） - 大池の秘書
- やればやれるぜ全員集合!!(1968年／渡邊祐介監督） - 大川
- 吹けば飛ぶよな男だが（1968年／山田洋次監督） - サラリーマン風の男
- クレージーメキシコ大作戦（1968年／坪島孝監督） - 石山
- ザ・タイガース 世界はボクらを待っている（1968年／和田嘉訓監督） - 犬をつれた青年
- クレージーのぶちゃむくれ大発見（1969年／古澤憲吾監督） - 石渡医師
- クレージーの大爆発（1969年／古澤憲吾監督） - 三橋
- クレージーの殴り込み清水港（1970年／坪島孝監督） - 清吉
- 家族（1971年／山田洋次監督） - 喜劇役者
- 会社物語 MEMORIES OF YOU（1988年／市川準監督） - 石橋二郎

### テレビドラマ
- 若い季節（1961～64年）
- おれの番だ!（1964～67年）
- 坊っちゃん（1966年） - うらなり
- 平四郎危機一発 第8話「野郎たちとホトケ」（1967年）
- ドカンと一発!（1968～69年） - 石山
- 銭形平次 第88話「大江戸の春」（1968年） - 沼沢源三
- 水戸黄門 第1部 第11話「二人の黄門さま・伊賀」（1969年） - 助三
- 台所太平記（1970年）

### バラエティ他
- 光子の窓（1958年 - 1960年）
- おとなの漫画（1959年 - 1964年）
- クレージーキャッツショー（1959年 - 1962年）
- 平凡 歌のバースデーショー（1960年 - 1966年）
- シャボン玉ホリデー（1961年 - 1970年）
- NHK紅白歌合戦（1962年 - 1970年）
- 新春かくし芸大会（1965年 - 1970年）
- リズム歌合戦（1965年） - 桜井センリと司会を担当。
- センリばあさんのクレイジー大変記（1966年）
- 植木等ショー（1967年 - 1968年）
- あなたのワイドショー（1972年 - 1977年）
- 包丁人味平（1973年 - 1977年にかけて連載）

作中ではワイドショーなどのテレビレギュラー出演を抱えるタレント兼料理研究家として登場。味平の料理勝負をテレビ中継で実況する。

## 石橋エータローを演じた人物
- 坪倉由幸（我が家）：ザ・ヒットパレード〜芸能界を変えた男・渡辺晋物語〜（2008年5月26・27日、フジテレビ）
- パーマ大佐：植木等とのぼせもん（2017年、NHK総合）